# Volksstadion (Seychellen)
Das Volksstadion (seychellenkreolisch Stad Popiler) ist ein Stadion in der seychellischen Hauptstadt Victoria. Die 1970 errichtete und sechs Jahre später renovierte Anlage bietet 5.000 Zuschauern Platz.
Im Stadion finden Spiele der ersten seychellischen Fußballliga statt. Heimatverein ist Super Magic Brothers. Bevor das Stade Linité 1992 eröffnet wurde, trug die seychellische Fußballnationalmannschaft ihre ausschließlich hier aus.